# Vig Károly
Vig Károly (Székesfehérvár, 1960 –) magyar entomológus, muzeológus, a levélbogárfélék (Chrysomelidae) család nemzetközileg ismert specialistája, a szombathelyi Savaria Múzeum megbízott igazgatóhelyettese, entomológus muzeológusa, tudományos titkára, a Magyar Rovartani Társaság elnöke. Egyik szervezője volt az Őrség Természeti Képe kutatási programnak. Száznál több publikáció és három könyv írása fűződik a nevéhez.

## Pályafutása
A Keszthelyi Agrártudományi Egyetemen (ma Pannon Egyetem Georgikon Kar) szerzett diplomát 1984-ben. 1987 óta főmuzeológusként dolgozik a szombathelyi Savaria Múzeum természettudományi osztályán. 1995-ben kapott megbízást az általános igazgatóhelyettesi munkakör ellátására, és ettől az időponttól 2008-ig vezette a Természettudományi Osztályt is. 1998-ban az Őrség nemzeti parkká alakítását megelőző állattani állapotfelmérést koordinálta és vezette.
1997. október 1-jétől elnyerte az OTKA Posztdoktori Kutatási Ösztöndíját, majd 2000. szeptember 1-jétől az MTA Bolyai János Kutatási Ösztöndíja támogatásával kutathatott.
2000 óta a Pannon Egyetem és a Savaria Egyetemi Központ vendégelőadó professzora.
A rendszeres magyarországi gyűjtései mellett Európa számos országában, Afrikában, Ázsiában és Dél-Amerikában is kutatott. Munkáját több díjjal is jutalmazták.

## Elismerései
- 2020 Móra Ferenc-díj

## Tudományos közéleti tevékenység
- Savaria a Vas megyei Múzeumok Értesítője főszerkesztő 1995-
- Praenorica Folia historico-naturalia főszerkesztő 1995-
- Vasi Szemle szerkesztőbizottsági tag 2000-
- New York-i Tudományos Akadémia (New York Academy of Sciences) tagja 1997-
- Nemzeti Kulturális Alapprogram Múzeumi Szakkollégiuma kurátor 2008-
- Magyar Rovartani Társaság elnök 2008-

## Kutatási terület
Taxonómiai kutatások a Nyugat-Palearktikum levélbogárfaunáján, a fajok életmódjának, tápnövénykörének vizsgálata, a fejlődési alakok leírása. Állattani kutatások története Nyugat-Dunántúlon, a koleopterológiai kutatások története a Kárpát-medencében.

## Oktatói tevékenység
2000 óta a Keszthelyi Agrártudományi Egyetem (ma Pannon Egyetem) és a Berzsenyi Dániel Főiskola (ma Nyugat-magyarországi Egyetem Savaria Egyetemi Központ) vendégelőadó professzora. 2002-ben a Veszprémi Egyetemen habilitált doktori címet szerzett, 2005-ben a Veszprémi Egyetemen egyetemi magántanárrá nevezték ki a kémiai tudományok területén.

## Fontosabb publikációk
Gruev, B., Merkl, O. & Vig, K. (1993): Geographical distribution of Alticinae (Coleoptera, Chrysomelidae) in Rumania. - Annales historico-naturales Musei nationalis Hungarici, 85: 75-132.
Vig, K. (1999): Biology of the horse-radish flea beetle, Phyllotreta armoraciae Koch (Coleoptera: Chrysomelidae) in Hungary, Central Europe. - In: Sobti, R. C. & Yadav, J. S. (eds.): Some aspects on the insight of insect biology, Narenda Publishing House, New Delhi, India, pp. 5–20.
Vig, K. (2003): Leaf beetle fauna of the Carpathian Basin (Central Europe): Historical background and perspectives (Coleoptera, Chrysomelidae). - In: Furth, D. G. (ed.): Special topics in leaf beetle biology. Proceedings of the Fifth International Symposium on the Chrysomelidae, Proceedings of a Symposium of XXI ICE, Foz do Iguassu, Brazil, 2000, Pensoft Publishers, Sofia-Moscow, pp. 63–103.
Vig, K. (2003): Zoological research in Western Hungary: A history. - Vas County Museums Directorate, Vas County Body of the Hungarian Academy of Sciences, Szombathely, 356 pp.
Vig, K. (2004): Biology of Phyllotreta (Alticinae), with emphasis on Hungarian and middle European species. In: Jolivet, P., Santiago-Blay, J. A. & Schmitt, M. (eds.): New developments on the biology of Chrysomelidae, SPB Academic Publishing bv., The Hague, pp. 565–576.
- Ebenspanger János élete és turisztikai munkássága; szerk. Vig Károly, Orbán Róbert, Somkuthy Ferenc; Thirring Gusztáv Természetbarát Egyesület, Szombathely, 1996
- Nessel Erika–Vig Károly: Úti élmények; Savaria Múzeum, Szombathely, 1997
- Húsz éves az Őrségi Tájvédelmi Körzet. Szentgotthárd, 1998. november 13-14. Előadások; szerk. Vig Károly; Fertő-Hanság Nemzeti Park Igazgatóság, Sarród, 1998
- A nyugat-magyarországi peremvidék állattani kutatásának története; Savaria Múzeum, Szombathely, 2000 (angolul is)
- Merkl Ottó–Vig Károly: Bogarak a pannon régióban; Vas Megyei Múzeumok Igazgatósága, Szombathely, 2009
- Merkl Ottó–Vig Károly: Bogarak a pannon régióban; 2. jav. kiad.; Vas Megyei Múzeumok Igazgatósága, Szombathely, 2011